# Claus Himmer
Claus Himmer (* 20. Januar  1962) ist ein ehemaliger deutscher Rugbyspieler.
Er spielte unter anderem für Hannover 78 in der Rugby-Bundesliga. Zudem war er Mitglied der deutschen Nationalmannschaft. Seit der Saison 2009/2010 ist er Trainer des TSV Victoria Linden in der 2. Rugby-Bundesliga Nord. Zuvor war er in dieser Funktion bereits von 2006 bis Juni 2007 für den Verein Hannover 78 tätig. Claus Himmer ist mit dem ehemaligen deutschen Nationalspieler Frank Himmer verwandt.